# Kasanice
Kasanice (německy Kasanitz) je malá vesnice, část obce Čestín v okrese Kutná Hora. Nachází se asi 2,5 kilometru západně od Čestína.
Kasanice je také název katastrálního území o rozloze 2,11 km².

## Historie
První písemná zmínka o vesnici pochází z roku 1483.

## Pamětihodnosti
- Plešingerův mlýn z roku 1651 (technická památka)